# Gråhval
Gråhvalen (Eschrichtius robustus) er en bardehval. Det er den eneste art i slægten Eschrichtius, der tillige er den eneste slægt i familien af gråhvaler. Den rejser årligt over store afstande: 8.000-11.000 km, da dyrenes føde findes mod nord langs den amerikanske vestkyst, mens dyrene mødes og formerer sig i kystvandene omkring den Californiske Halvø. Turen tager omkring 2-3 måneder. Når kalvene er født nogle uger efter hvalernes ankomst, vender de alle tilbage til fødeområderne nordpå.
Gråhvalen bliver op til 15 meter lang og vejer omkring 36 tons. Den bliver omkring 50-60 år gammel. Hunhvalen får en unge ca. hvert andet år. Kalven bliver i modsætning til hos de fleste andre hvaler født med hovedet først. Man mener, at en af grundene til, at dyrene rejser så langt for at formere sig, er, at det lave kystnære vand beskytter de nyfødte kalve mod hajer.
Før i tiden blev gråhvalen jaget. Da blev den kaldt "devil fish", da den var kendt for at kæmpe for sit liv. Den nordatlantiske population blev derved for 300 år siden udslettet.
Gråhvalens føde består af bundlevende krebsdyr, som den fanger ved at svømme sidelæns langs bunden med munden åben. Under den årlige migration lever hvalen dog hovedsagelig af fedtreserver.
Gråhvalens udseende er meget karakteristisk. Dyrets hoved er fyldt med gråhvide plamager; det er ar fra parasitter.
Gråhvalens eneste fjender er mennesker og spækhuggere. Siden 1946 har hvalerne været beskyttet af internationale aftaler, der satte en stopper for gråhvalfangsten. Siden da er antallet af gråhvaler langsomt steget.